# RAAP

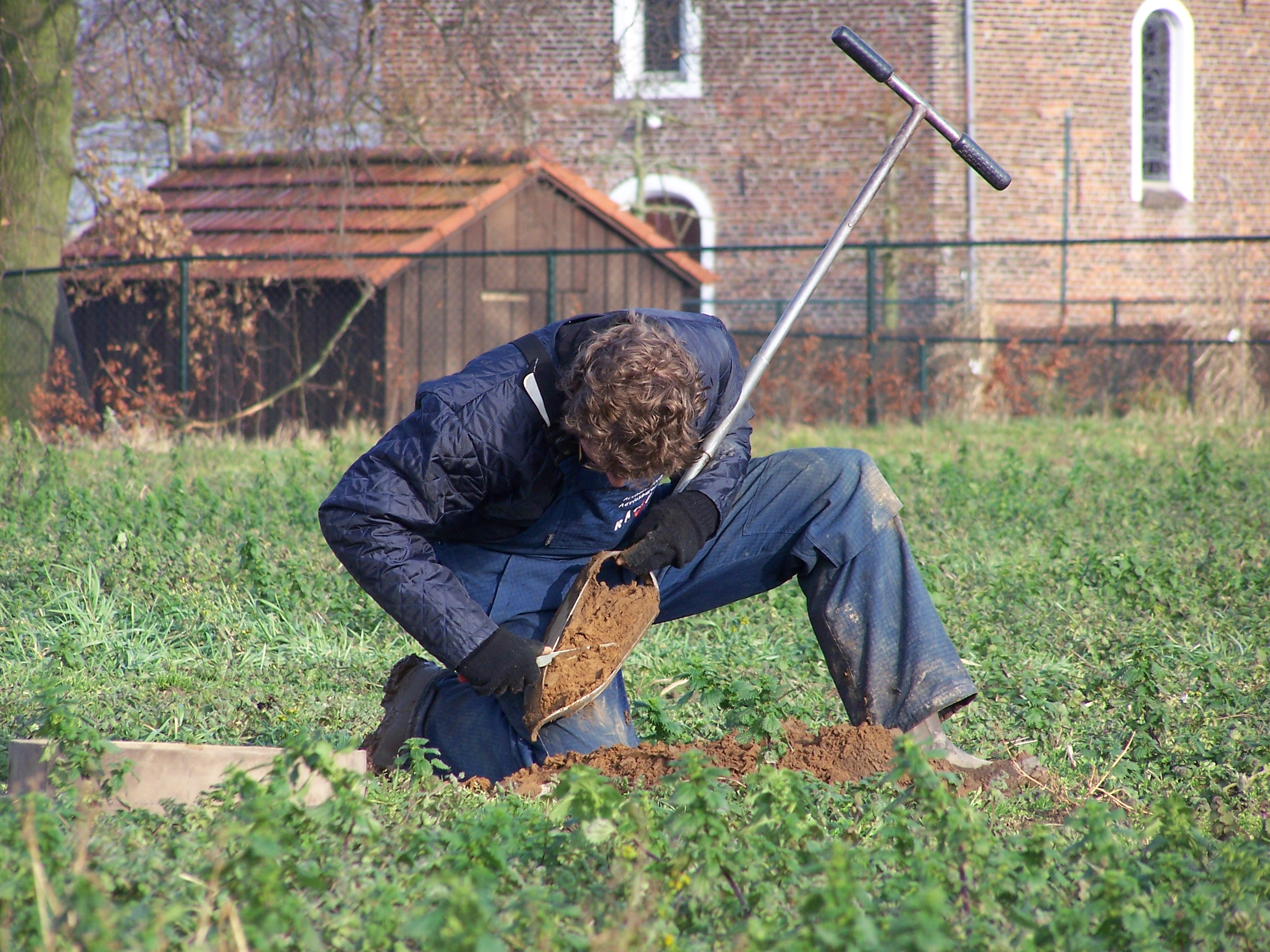
Prospectief onderzoek met behulp van een grondboor

RAAP, voorheen bekend als RAAP Archeologisch Adviesbureau, is een onderzoeks- en adviesbureau dat archeologisch en cultuurhistorisch onderzoek verricht in Nederland en Vlaanderen. Het is het oudste nog bestaande financieel onafhankelijke onderzoeksinstituut in de archeologie van de Benelux en gerekend naar het aantal werknemers veruit het grootste van Nederland. In 2025 waren er zo'n 160 mensen werkzaam bij alle onderdelen van RAAP samen.

## Geschiedenis
De Stichting RAAP werd opgericht in 1985 door wetenschappers van het Instituut voor Prae- en Protohistorie van de Universiteit van Amsterdam met als doel werkloze archeologen aan werkervaring te helpen. De letters stonden toen nog voor Regionaal Archeologisch Archiverings Project, en de Amsterdamse hoogleraar in de culturele prehistorie en archeologie van de Romeinse tijd, Tom Bloemers, werd voorzitter van het stichtingsbestuur. Roel Brandt, universitair docent, en B.L. (Ben) van Beek, wetenschappelijk hoofdmedewerker, waren de andere bestuursleden. Op basis van tijdelijke subsidies werden archeologische streekinventarisaties uitgevoerd, met name aan de hand van zogenaamde field surveys. Na de ondertekening van het Verdrag van Malta in 1992 werd in 2000 de juridische constructie van RAAP veranderd (een besloten vennootschap onder de stichting) om mee te kunnen draaien in een steeds commerciëler wordende markt, waar tal van andere archeologisch georiënteerde bedrijven actief werden. RAAP specialiseerde zich aanvankelijk in prospectieonderzoek, met name booronderzoek. Toen bedrijven ook mochten gaan opgraven verbreedde de scope van RAAP en ging het zich daarnaast toeleggen op andere onderdelen van de AMZ-cyclus (waaronder opgraven) en op beleid en inrichting. Een belangrijk deel van het werk uit gravend onderzoek. Als gevolg van het beleid dat voortkwam uit de Nota Belvedere en door de wijziging van het Besluit ruimtelijke ordening (Bro) op 1 januari 2012, groeide ook de markt voor breder cultuurhistorisch onderzoek. Met de komst van de Erfgoedwet (2016) en de Omgevingswet (2024) is dat nog versterkt. Inmiddels kent RAAP ook een cultuurhistorisch team met historisch-geografen en landschapshistorici, architectuur- en bouwhistorici.

## Organisatie
De eerste directeur was Roel Brandt (1985-1998). Hij werd opgevolgd door Marten Verbruggen (1998-2022). Sinds 2022 is Mariëtte de Rooij directeur van RAAP. De directie bestaat verder uit een financieel directeur. Zij worden in het managementteam bijgestaan door vier regiomanagers voor de vier archeologische regioteams en een teamleider voor het team cultuurhistorie.
RAAP heeft regiokantoren in Leiden, Zutphen, Drachten, Weert (Nederland) en Nazareth (Vlaanderen), en een hoofdkantoor in Weesp. Het bedrijf telt zo'n 160 werknemers. Onder hen bevinden zich naast archeologen, fysisch-geografen en historisch-geografen ook GIS-specialisten, redacteuren, dtp'ers, cartografen en grafisch ontwerpers. Daarnaast werd in 2021 een zusterbedrijf voor opsporing van ontplofbare oorlogsresten opgericht: "RAAP OPEX".

## Activiteiten

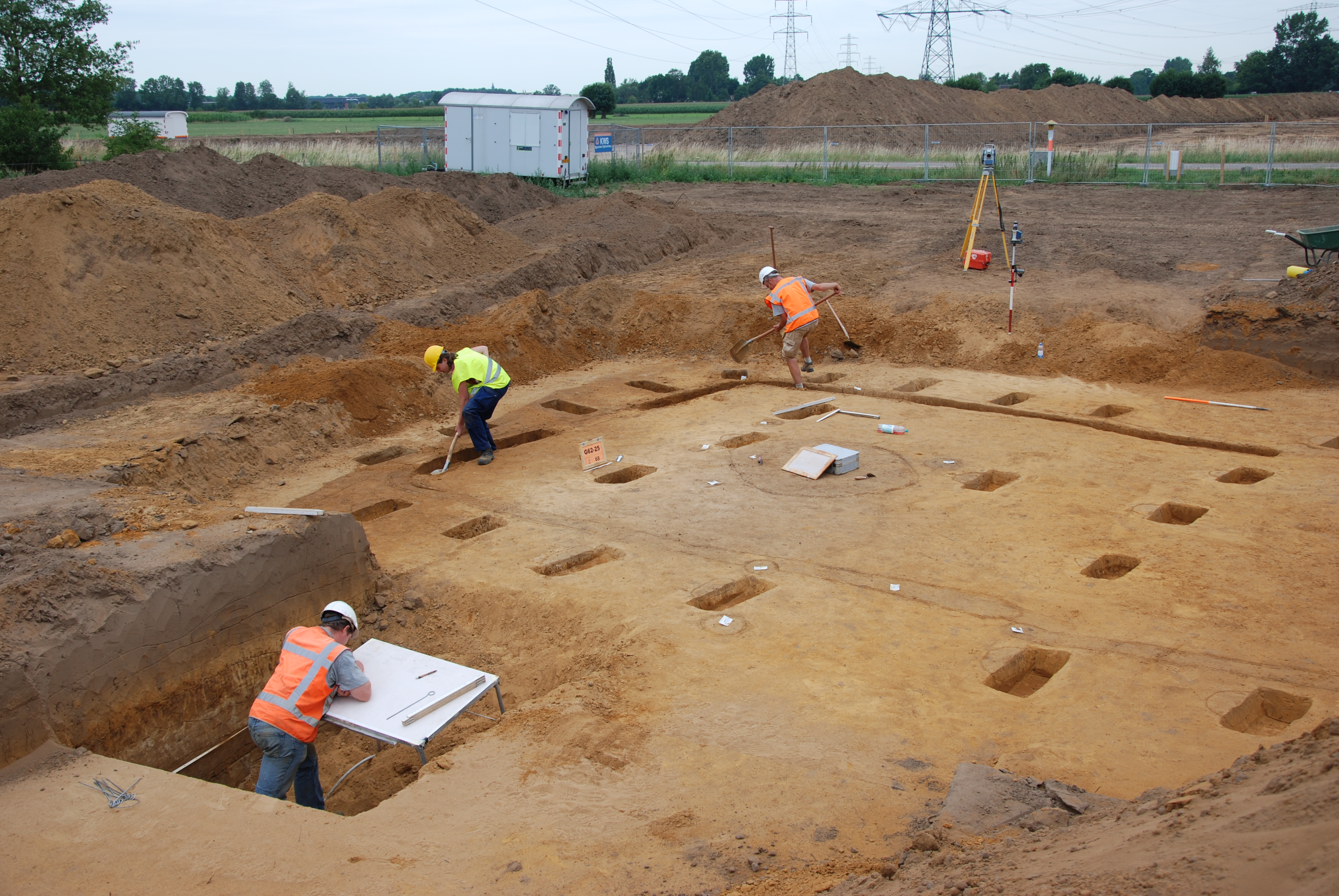
Een opgraving in het Gelderse Vierakker

RAAP adviseert op het vlak van de landschaps- en cultuurgeschiedenis over een maatschappelijk en wetenschappelijk verantwoorde omgang met het cultuurhistorisch erfgoed: archeologie, cultuurlandschap en gebouwd erfgoed. Het ontwikkelde de eerste archeologische verwachtingskaarten in Nederland. Het bedrijf is behalve in Nederland ook actief in Vlaanderen.
Het bureau doet vooral grotere prospectieonderzoeken en opgravingen. Daarmee haalt het met enige regelmaat de media, zoals bij het blootleggen van een Romeins tempelcomplex in Herwen in 2022. Het vervaardigt kaarten, zoals geomorfogenetische kaarten, archeologische waarden- en verwachtingskaarten, cultuurhistorische waardenkaarten en stelt erfgoedbeleid op. Specialismen zijn verder archeologisch onderzoek naar resten uit de Tweede Wereldoorlog en maritieme archeologie.
In 2013 presenteerde RAAP samen met de gemeente Ede de 'Cultuurhistorische Waardenkaart Ede', waaraan RAAP in samenwerking met Overland en Van Meijel Adviseurs in Cultuurhistorie drie jaar werkte. De kaart, in 14 kaartbladen op A0, beslaat het volledige vakgebied van de cultuurhistorie (aardkunde, archeologie, cultuurlandschap, landschapselementen, historische bouwkunst, historische stedenbouw) en laat tot op perceelsniveau zien waar zich de meest waardevolle cultuurhistorische gebieden van Ede bevinden, en welke objecten en structuren daarin aanwezig zijn. De Rijksdienst voor het Cultureel Erfgoed noemt de Cultuurhistorische Waardenkaart Ede een goed voorbeeld van het inventariseren en waarderen van cultuurhistorie.
Het adviesbureau brengt naast rapporten voor opdrachtgevers ook publicaties uit voor een breder publiek, zoals Verborgen Kastelen in zicht, de Cultuurhistorische Atlas Winterswijk en de Cultuurhistorische Atlas Voorst. Daarnaast maakt men 'erfgoedviewers' voor onder meer de voormalige gemeente Vianen en de gemeenten Borne, Lochem, Winterswijk, West Betuwe, Zutphen en de provincie Drenthe.

## Naam
De officiële naam van de besloten vennootschap is 'RAAP Archeologisch Adviesbureau'. Sinds 2016 wordt in de praktijk echter alleen 'RAAP' gebruikt, met als achtervoegsel Archeologie, erfgoed, cultuurhistorie om het verbrede palet aan diensten te duiden.